# Ligne E du métro de New York
 (janvier 2022).
Si vous disposez d'ouvrages ou d'articles de référence ou si vous connaissez des sites web de qualité traitant du thème abordé ici, merci de compléter l'article en donnant les références utiles à sa vérifiabilité et en les liant à la section « Notes et références ».
Pour les articles homonymes, voir Ligne E.
La ligne E Eighth Avenue Local est une ligne (au sens de desserte ou service en anglais) du métro de New York. Sa couleur est le bleu étant donné qu'elle circule sur l'IND Eighth Avenue Line sur la majorité de son tracé à Manhattan. Elle est issue du réseau de l'ancien Independent Subway System (IND) et rattachée à la Division B et compte 20 stations. 

## Histoire

Ancien icône de la ligne E de 1967 jusqu'en 1979.

### Stations
| Légende | Légende                                                   |
| ------- | --------------------------------------------------------- |
|         | Sert toujours cette station                               |
|         | Sert toujours cette station, sauf la nuit                 |
|         | Service limité                                            |
|         | Sert cette station durant la nuit                         |
|         | Sert toujours cette station, sauf aux heures de pointe    |
|         | Sert cette station durant les heures de points            |
|         | Sert cette station durant la semaine                      |
|         | Sert cette station durant la nuit et les fins de semaines |
|         | Sert cette station durant les fins de semaines            |